# Clwyd

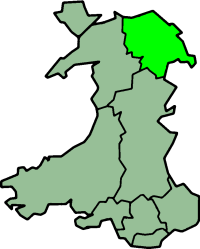
Clwyds utsträckning mellan 1974 och 2003.

Clwyd är ett bevarat grevskap i nordöstra Wales. Det är uppkallat efter floden Clwyd, som rinner genom området. Mellan 1974 och 1996 var området ett administrativt grevskap, med Mold som huvudort.

## Historia
Clwyd bildades 1974 genom sammanslagning av Flintshire och huvuddelen av Denbighshire, tillsammans med ett litet område från Merionethshire. Det var indelat i sex distrikt, och styrdes av ett grevskapsfullmäktige (county council). Grevskapets fullmäktige och distrikten upphörde att existera vid midnatt 1 april 1996, och ersattes av kommunerna (principal areas) Denbighshire, Flintshire och Wrexham, samt en del av Conwy. Clwyd blev ett bevarat grevskap, vilket bland annat innebär att det har en lordlöjtnant. 2003 överfördes resten av Conwy från Gwynedd.